# Радек Друлак
Радек Друлак (Хулин, 12. јануар 1962) бивши је чешки фудбалер.

## Каријера
Фудбалску каријеру је започео у клубу Спартак из Хулина. Играо је на позицији нападача. Године 1981. прешао је у фудбалски клуб Хеб. Шест месеци касније, био је позајмљен у клуб Сушице, недуго након тога вратио се у Хеб, где је постао један од најбољих стрелаца. Од 1987. прешао је у Сигму Олмоуц, да би почетком 1991. године отишао у Немачку, где је играо за Олденбург. Постигао је 21 гол у сезони 1991/92. и постао најбољи стрелац Друге Бундеслиге. Сезону 1993/94. провео је у Кемницеру, али се није усталио у првој постави тима и вратио се у Чешку (Дрновице). У две сезоне постигао је 15, односно 22 гола, чиме је постао најбољи фудбалер 1996. године у Чешкој. Играо је још за аустријски Линц. Играчку каријеру је завршио у клубу Холице 1932.
За репрезентацију Чехословачке је играо на три меча од 1984. до 1989. године. За репрезентацију Чешке је играо 16 утакмица и постигао 6 голова. Као члан репрезентације учествовао је на Европском првенству 1996. године у Енглеској, где је са тимом освојио сребро. Одиграо је две утакмице на Европском првенству, у групној фази са Немцима (пораз 0:2) и полуфинале са Французима (0:0, победа на пенале 6:5).

## Успеси

### Репрезентација
Чешка
- Европско првенство друго место: 1996.